# Čínská ženská hokejová reprezentace
Čínská ženská hokejová reprezentace je výběrem nejlepších hráček ledního hokeje z Číny. Od roku 1992 se účastní mistrovství světa žen. Nejlepší výsledek z tohoto šampionátu pochází z let 1994 a 1997, kdy čínská ženská hokejová reprezentace vybojovala 4. místo. Má též 3 účasti na zimních olympijských hrách, kde v roce 1998 vybojovala 4. místo.

## Mezinárodní soutěže

### Olympijské hry
Čína startovala na třech ženských turnajích v ledním hokeji na zimních olympijských hrách a dvakrát byla vyřazena v kvalifikaci.
| ZOH                    | Místo konání             | U         |
| ---------------------- | ------------------------ | --------- |
| 1998                   | Japonsko (Nagano)        | 4. místo  |
| 2002                   | USA (Salt Lake City)     | 7. místo  |
| 2006 (kvalifikace)     | Itálie (Turín)           | 9. místo  |
| 2010                   | Kanada (Vancouver)       | 7. místo  |
| 2014 (kvalifikace)     | Německo (Weiden)         | 11. místo |
| 2018 (předkvalifikace) | Francie (Cergy-Pontoise) | 19. místo |
| 2022                   | Čína (Peking)            | 9. místo  |

### Mistrovství světa
Na mistrovství světa startuje Čína od roku 1992. Do roku 2009 hrála elitní skupinu. Od roku 2012 hraje po dvou sestupech za sebou 2. divizi.
| MS   | Místo konání                             | U   | D | UD |
| ---- | ---------------------------------------- | --- | - | -- |
| 1992 | Finsko (Tampere)                         | 5.  | A | —  |
| 1994 | USA (Lake Placid)                        | 4.  | A | —  |
| 1997 | Kanada (různá města v provincii Ontario) | 4.  | A | —  |
| 1999 | Finsko (Espoo)                           | 5.  | A | —  |
| 2000 | Kanada (různá města v provincii Ontario) | 6.  | A | —  |
| 2001 | USA (různá města ve státě Minnesota)     | 6.  | A | —  |
| 2004 | Kanada (Halifax, Dartmouth)              | 7.  | A | —  |
| 2005 | Švédsko (Linköping)                      | 6.  | A | —  |
| 2007 | Kanada (Winnipeg, Selkirk)               | 6.  | A | —  |
| 2008 | Čína (Charbin)                           | 8.  | A | —  |
| 2009 | Finsko (Hämeenlinna)                     | 9.  | A | —  |
| 2011 | Německo (Ravensburg)                     | 13. | B | 5. |
| 2012 | Spojené království (Kingston upon Hull)  | 16. | C | 2. |
| 2013 | Francie (Štrasburk)                      | 18. | C | 4. |
| 2014 | Lotyšsko (Ventspils)                     | 16. | C | 2. |
| 2015 | Čína (Peking)                            | 17. | C | 3. |
| 2016 | Itálie (Asiago)                          | 19. | C | 5. |
| 2017 | Polsko (Katowice)                        | 18. | C | 4. |

### Asijské zimní hry
Na asijských zimních hrách startovala Čína šestkrát a vždy získala medaili.
| MS   | Místo konání           | Umístění         |
| ---- | ---------------------- | ---------------- |
| 1996 | Čína (Charbin)         | Zlatá medaile    |
| 1999 | Jižní Korea (Kangnung) | Zlatá medaile    |
| 2003 | Japonsko (Misawa)      | Bronzová medaile |
| 2007 | Čína (Čchang-čchun)    | Bronzová medaile |
| 2011 | Kazachstán (Almaty)    | Bronzová medaile |
| 2017 | Japonsko (Sapporo)     | Stříbrná medaile |

### IIHF Challenge Cup of Asia
Na IIHF Challenge Cup of Asia startovala Čína čtyřikrát a vždy získala medaili. Naposledy se zúčastnilo v roce 2014 a od té doby se turnaje již neúčastní.
| MS   | Místo konání     | Umístění         |
| ---- | ---------------- | ---------------- |
| 2010 | Čína (Šanghaj)   | Zlatá medaile    |
| 2011 | Japonsko (Nikkó) | Stříbrná medaile |
| 2012 | Čína (Cicikar)   | Stříbrná medaile |
| 2014 | Čína (Charbin)   | Zlatá medaile    |

### Mistrovství pobřeží Tichého oceánu
Čína skončila dvakrát na 3. místě na Mistrovství pobřeží Tichého oceánu.
| MS   | Místo konání      | Umístění         |
| ---- | ----------------- | ---------------- |
| 1995 | USA (San José)    | Bronzová medaile |
| 1996 | Kanada (Richmond) | Bronzová medaile |